# المدرسة الفارسية (القدس)
المدرسة الفارسية، هي مدرسة ترجع للعصر المملوكي. تقع في القسم الثالث من الرواق الشمالي للمسجد الأقصى عند المدرسة الملكية الجوكندرية والمدرسة الأسعردية. وهي تُنسب إلى واقفها الأمير فارس البكي بن الأمير قطلو ملك بن عبد الله.

## تاريخها
يُرجح أن المدرسة بُنيت في 3 شعبان 755هـ/ 1354م وفقاً لتاريخ وثيقة الوقف التي مُنح فيها جزء من قرية طولكرم وقفاُ للمدرسة، كما ذكر المؤرخ مجير الدين الحنبلي الذي اطلع عليها: «وقفت على كتاب وقف الحصَّة من قَرْيَة طوركرم على المدرسَة المَذْكُورَة تَارِيخه ثَالِث شعْبَان سنة خمس وَخمسين وَسَبْعمائة». ومع ذلك، فإن التاريخ الأقدم المذكور في سجل التحرير رقم. 602 هو 753هـ/1352م. ومن المفترض أن الفارسية تأسست بعد سنة 750هـ/ 1349-1350م بقليل. ومؤسسها هو الأمير فارس البكي ابن شقيق الأمير الحاج آل الملك الذي شيد المدرسة الملكية الجوكندرية. وتولى الإمارة لصهر عمه المتوفى في 745هـ/1344-1345م. وقبل ذلك كان ضابطاً في أجناد الحلقة. وكثيراً ما ظهر اسم المدرسة الفارسية في السجلات العثمانية. وقد استمرت في دورها كمدرسة حتى القرن الحادي عشر الهجري وربما بعده، قبل أن تصبح داراً لسكن الشيخ إبراهيم العوري ثم عائلة آل الدجاني وأخيراً عائلة الدايري التي سكنتها خلال القرنين السادس عشر والسابع عشر وما بعده.

## وصفها
لم يتبق سوى القليل جداً من البناء الأصلي. ومع ذلك، فإن السمات الرئيسية واضحة. تطل واجهة المدرسة الرئيسة على الحرم القدسي ويمكن الوصول إليها عن طريق درج متصل بخمس وثلاثين درجة من داخل المسجد الأقصى يؤدي إلى مدخل المدرسة المتوج بعقد مدبب وموجود على جانبيه مصطبتان حجريتان. وفوق المدخل، نافذتان متجاورتان، وبينهما فاصل حجري بسيط. وفوق كل نافذة قمرة حجرية، ثم تعلوها حطتان من المقرنصات وهاتان النافذتان هما نافذتان للقاعة الجنوبية من المدرسة. ولها ساحة مكشوفة شبه مربعة، وتقوم في جنوبها قاعة، وتجاورها غرفة من جهة الشرق. ويقوم عدد من الغرف الصغيرة، وبعض الممرات المقباة التي تشبه الدهاليز، في الجهتين الشمالية والشرقية، وتوجد، في جهتها الغربية، غرفة صغيرة، ودرج ينزل إلى الطابق الأول من المدرسة الأمينية المجاورة لها، حيث يتداخل بناء المدرسة الأمينية مع المدرسة الفارسية التي تعلوها بالمستوى.